# Rasa de l'Alzina (Torà)
|  | Aquest article tracta sobre el curs fluvial del municipi de Torà. Vegeu-ne altres significats a «Rasa de l'Alzina (desambiguació)». |

La Rasa de l'Alzina és un torrent afluent per la dreta de la Riera de Llanera.
Neix al vessant occidental de la Serra de Sant Salvador, a uns 650 m. al nord de la masia que li dona nom.

## Termes municipals que travessa
La Rasa de l'Alzina transcorre íntegrament pel terme municipal de Torà (Segarra)

## Xarxa hidrogràfica
La xarxa hidrogràfica de la Rasa de l'Alzina està constituïda per 3 cursos fluvials la longitud total dels quals suma 3.604 m.

### Distribució municipal
El conjunt de la xarxa hidrogràfica transcorre íntegrament pel terme municipal de Torà.